# Alexandru Zirra
Alexandru Zirra (n. 14 iulie 1883, Roman — d. 26 martie 1946, Sibiu) a fost un compozitor și pedagog român.

## Biografie
A studiat la Conservatorul de Muzică din Iași unde i-a avut profesori pe Sofia Teodoreanu, Gavriil Musicescu și Titus Cerne. Ulterior s-a perfecționat la Conservatorul Giuseppe Verdi din Milano (1905-1907; 1909—1911), sub îndrumarea lui Carlo Gatti (armonie, contrapunct, compoziție).
A fost profesor și director la Conservatorul din Iași între anii 1907 – 1925 și 1935 – 1940. În perioada 1935 - 1940 a plecat la Cernăuți unde a înființat și a condus Institutul de Muzică și Teatru.
În 1940 s-a mutat la București fiind numit director al Operei Române din București în perioada 1940 – 1941. 
În 1928 a publicat un Tratat de armonie, necesar procesului de învățământ muzical. Alături de munca la catedră, el a desfășurat o bogată activitate componistică, abordând, practic, toate genurile (lucrări corale și instrumentale, opere, poeme simfonice). Un alt domeniu privilegiat de Zirra a fost muzica simfonică :trei simfonii ( I „Țărănească”, a II-a; a III-a „Descriptiva”,1922), poemele simfonice Tândală și Păcală (1925), Țiganii (1929), Pe șesul Moldovei (1931), Hanul Ancuței (1932 ?), Cetatea Neamțului (1936) și altele. A mai scris muzică vocal- simfonică ( Luceafărul, 1912), de cameră ( sonate, cvartete), corală, vocală și lucrări didactice (Tratat de armonie, Craiova, 1928).
În 1944 a fost distins cu premiul „G. Hamangiu” al Academiei Române.

## Distincții
- Ordinul Meritul Cultural în gradul de Cavaler cl. II, pentru muzică (23 septembrie 1942)[4]
- Ordinul Meritul Cultural, în gradul de Cavaler clasa I, pentru artă (1 februarie 1943)[5]

## Compoziții

#### Lucrări cu caracter clasicizant (până în anul 1923)
- Suită clasică pentru orchestră (1916),
- Suita în stil vechi;
- Suita pentru cor și orchestră,
- două uverturi,
- două cvartete de coarde,
- o sonată pentru vioară și pian,
- lieduri,
- coruri.

#### Opere
- Alexandru Lăpușneanu (1930), după nuvela lui Costache Negruzzi,
- Furtuna  (1941), după cronica lui Grigore Ureche,
- Ion Potcoavă (1943), după Neamul Șoimăreștilor de Mihail Sadoveanu,
- Călin, după Mihai Eminescu,
- O făclie de Paști (1940), după nuvela lui I.L. Caragiale.

#### Poeme simfonice
- Cetatea Neamțului (1936),
- Hanul Ancuței;
- Capra cu trei iezi (1940), după Ion Creangă,
- Tîndală și Păcală (1925),
- Pe șesul Moldovei (1931),
- Crăciunul (1938),
- Țiganii (1939)
- Uriel da Costa